# Klaus Rohrberg
Klaus Rohrberg (* 5. Mai 1932; † 23. Juli 2016) war ein deutscher Sportwissenschaftler und Hochschullehrer.

## Leben
Rohrberg schloss 1979 an der Deutschen Hochschule für Körperkultur (DHfK) in Leipzig seine Promotion B ab, der Titel seiner Arbeit lautete „Sportliche Tätigkeit und sozialistische Persönlichkeitsentwicklung: eine theoretisch-soziologische Betrachtung dieser Beziehung unter besonderer Berücksichtigung des Sportunterrichts“. Von 1985 bis 1994 hatte er an der Pädagogischen Hochschule Zwickau beziehungsweise ab 1992 nach deren Eingliederung an der Universität Chemnitz/Zwickau eine Professur für Geschichte und Theorie der Körperkultur inne. Rohrberg befasste sich unter anderem mit dem Zusammenhang von Sport und sozialistischer Gesellschaft, dem Sportunterricht, der Persönlichkeitsentwicklung in sportlicher Hinsicht, der „Motivierung Jugendlicher für das Sporttreiben“, dem Bereich „Bedürfnisse und sportliche Tätigkeit“, „sportiven Wertorientierungen von Schülern“, der „Rolle der Sportsoziologie bei der Entwicklung des Freizeitsports in der ehemaligen DDR“.
Nach seiner Emeritierung veröffentlichte Rohrberg unter anderem Aufsätze zu sportgeschichtlichen Themen wie zur Breitensportentwicklung in der DDR (erschienen 1999 in der Zeitschrift Sportwissenschaft), zum Thema „Individualisierung und Sport“ und der Frage, ob der Volkssport in der DDR vernachlässigt wurde.
2007 veröffentlichte er gemeinsam mit Fred Gras sowie Bero Rigauer „Sportsoziologie und Sportpraxis in der DDR und der BRD. Eine vergleichende Studie“, die keinen von Ost-West-Denken und gegenseitiger Konkurrenz geprägten Ansatz wählen wollte, sondern das Ziel verfolgte, „einen soziologischen Dialog auf der Ebene einer empathischen und aufklärenden Kommunikation zu führen“.